# Шеф О
Шеф О (фр. Chef-Haut) насеље је и општина у североисточној Француској у региону Лорена, у департману Вогези која припада префектури Нефшато.
По подацима из 2011. године у општини је живело 45 становника, а густина насељености је износила 14,15 становника/km². Општина се простире на површини од 3,18 km². Налази се на средњој надморској висини од метара (максималној 396 m, а минималној 342 m m).

## Демографија
| 1962. | 1968. | 1975. | 1982. | 1990. | 1999. | 2011. |
| ----- | ----- | ----- | ----- | ----- | ----- | ----- |
| 72    | 63    | 57    | 53    | 54    | 52    | 45    |

График промене броја становника у току последњих година